# Georges Weill (archiviste)
Pour les articles homonymes, voir Georges Weill et Weill.
Georges Weill, né le 31 janvier 1934 à Strasbourg et mort le 14 juin 2022 à Neuilly-sur-Seine, est un archiviste et historien français. Il a été conservateur général honoraire du Patrimoine et président d’honneur de la Société des études juives (2012). Cofondateur de la Commission française des Archives Juives (1962)avec Bernhard Blumenkranz, Gérard Nahon et Gilbert Cahen.
Il a été inspecteur général des Archives de France (1989-1996), archiviste puis conservateur de la Bibliothèque et des archives de l’Alliance israélite universelle (1958-1989) dont il a dirigé la construction de l’extension (1989), archiviste du Consistoire central israélite de France (1967-1980).

## Biographie
Georges-Jonas Weill a commencé sa carrière en 1954 comme sous-archiviste aux Archives départementales du Bas-Rhin à Strasbourg, puis en 1958 aux Archives nationales où il a pu préparer le concours de l’Ecole des chartes grâce aux directeurs Lucien Metzger (1894-1980) et François-Jacques Himly (1915-2004), puis en 1958 aux Archives nationales avec l’appui de Charles Braibant (1889-1976), directeur des Archives de France.
Détaché à l’École nationale des chartes, il soutient une thèse sur « Le patriciat de Strasbourg à la fin du Moyen âge » et obtient en 1963 le diplôme d’archiviste paléographe.
Il a occupé les postes de directeur des services d’archives de la Meuse, à Bar-le-Duc (1963), des Hauts-de-Seine à Rueil-Malmaison puis à Nanterre (1968), des Archives de Paris et de l’Ancienne Seine (1987). Au cours de ces différentes fonctions, il a dirigé la construction des nouveaux bâtiments des Archives départementales de la Meuse (1968), des Hauts-de-Seine (1979) et de Paris (1989).
Il est nommé inspecteur général des Archives de France en 1989, inspecteur général des Affaires culturelles en 1996 et haut fonctionnaire chargé de la terminologie et de la néologie au ministère de la Culture en 1997.

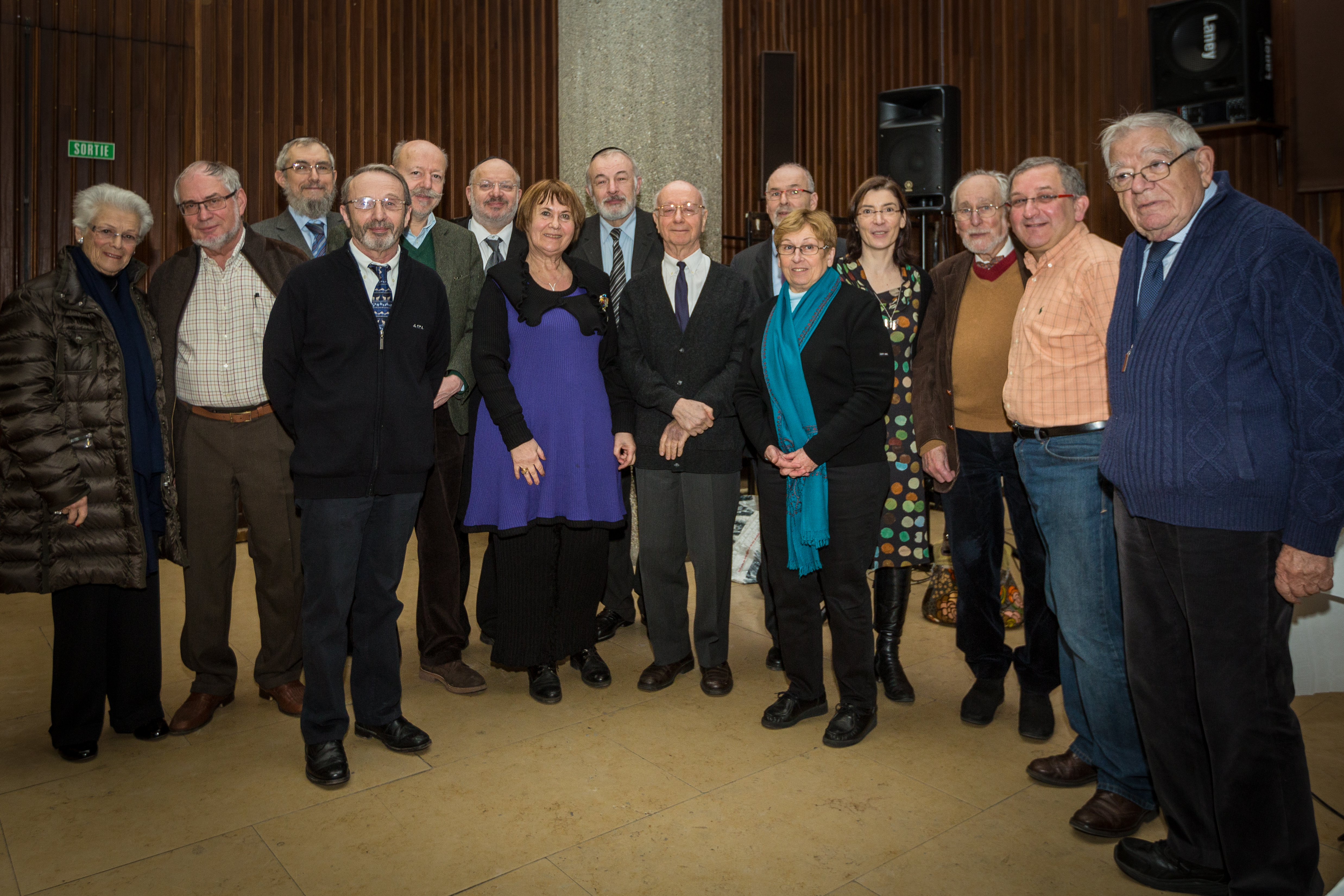
36e colloque de la Société d'Histoire des Israélites Alsace-Lorraine, février 2014. De gauche à droite : Claude Bloch, Jean-Pierre Lambert, rabbin Claude Heymann, Jean Camille Bloch, Max Polonovski, grand rabbin René Gutman, Anny Bloch-Raymond, Abraham Malthète, Freddy Raphaël, Jean Daltroff, Malou Schneider, Claire Descomps, Georges Weill, Norbert Schwab, rabbin Simon Schwarzfuchs.

Il a été chargé de cours d’archivistique à la Faculté des Lettres de Paris-X Nanterre (1971-1987), professeur associé à l’Institut Martin-Buber de l’Université Libre de Bruxelles (1975-2007), président du comité international de reprographie (1979-1992), membre de la Commission du Vieux Paris (1987-2003), président de la Société des études juives (1996-2005), président de l’Association des bibliothèques de Judaïca d’Europe ((1973-1989), membre du World Council on Jewish Archives (1977-1997), membre du jury du prix d’Histoire juive (2001-2011), président de la commission Archives et Histoire de l’Œuvre de secours aux enfants (1995-2004), membre du comité central de l’Alliance israélite universelle (1985), membre fondateur du conseil d’administration de l’Institut Pierre-Mendès-France (1983-2019),.
Ses recherches ont porté sur l’archivistique contemporaine, en particulier le microfilm, l’histoire de l’Ile-de-France, des Juifs de France, des Juifs d’Alsace, de l’Alliance israélite universelle et sur le sauvetage des enfants juifs pendant l’Occupation. Ses articles et comptes rendus ont été publiés notamment dans la Gazette des Archives, la Revue des études juives, la revue Archives Juives ainsi que dans des ouvrages collectifs et des actes de colloques. Il a fait partie du comité de rédaction de la revue Les Nouveaux Cahiers dans laquelle il a tenu une chronique bibliographique de 1965 à 1998. Il a classé et rédigé les inventaires d’une vingtaines de fonds d’archives en France, en Tunisie, au Maroc, en Iran et en Israël.
Retraité depuis 1999, Georges Weill meurt à Neuilly-sur-Seine le 14 juin 2022 à l’âge de 88 ans,,.

## Publications

### Ouvrages
- Bar-le-Duc. Ville Haute, Ville Basse, Bar-le-Duc, avec Jean Schmitt, 1966.
- Le Bailliage de Bar-le-Duc, Bar-le Duc, 1968.
- Encyclopedia of Zionism and Israel, (Raphael Patai, édit.), New York, 1971, 350-360.
- Histoire des Juifs en France, (B. Blumenkranz dir.), Toulouse, 1972., 137-192.
- Iconographie des Hauts-de-Seine, Rueil-Malmaison, 1977.
- Catalogue des manuscrits de la Bibliothèque de l’Alliance israélite universelle, t. 1, Manuscrits Judaïca, avec Richard Ayoun, Paris, 1979.
- Jardins et paysages des Hauts-de-Seine : de la Renaissance à nos jours, avec Véronique Malhache, Nanterre, 1979.
- La perspective de la Défense dans l’art et l’histoire, avec Véronique Magnol-Malhache et Patrick Chamouard, préface de Jean Favier, Nanterre, 1983
- Députés et sénateurs de la région parisienne (1848-1984), avec Patrick Chamouard, Préface de René Rémond, Nanterre, 1985.
- Les archives départementales des Hauts-de-Seine, avec Patrick Chamouard et Michel Plessard, Nanterre, 1987.
- Les Archives de l’Ile-de-France. Guide des recherches, sous la direction de Geneviève Gille et Georges Weill, avant-propos de Jean Favier, préface de Jean Jacquart, Paris, 1989.
- Manual on Archival Reprography. Compiled by James A. Keene, Lajos Körmendy, Ted F. Powell, Georges Weill, Munich, Saur, 1989.
- Émancipation et progrès : l'Alliance israélite universelle et les droits de l'homme, préface de André Wormser Paris. 2000.
- Juifs et musulmans en Tunisie, Fraternité et déchirements (Sonia Fellous, dir.), Paris, 2003, 169–180.
- Les revues scientifiques d’études juives, (S. C. Mimouni et Judith Olszowy-Schlanger, dir.), Paris-Louvain, 2006, 37-60.
- Zadoc Kahn. Un grand rabbin entre culture juive, Affaire Dreyfus et laïcité (J.-Cl.Kuperminc- J.-Ph. Chaumont, édit.), Paris, 2007, 135-150
- Sylvain Lévi. Le savant et le citoyen. Lettres de Sylvain Lévi à Jean-Richard Bloch et à Jacques Bigart, secrétaire de l’Alliance israélite universelle, 1904-1934, avec Roland Lardinois, Paris, 2010.
- Histoire de l’Alliance israélite universelle de 1860 à nos jours, en coll., (André Kaspi, dir.), Paris, 2010.
- Andrée Salomon, une femme de lumière, avec Katy Hazan, Paris, 2011.
- Adolphe Franck, Philosophe juif, spiritualiste et libéral dans la France du XIXème siècle, (J.-P. Rothschild – J. Grondeux, dir.), Turnhout, 2012, 33-77.
- Charles Netter ou les oranges de Jaffa, Les Nouveaux Cahiers, n° 21, 1970, 2-32.
- Un pionnier russe de la médecine sociale. Le Dr Boris Arkadievitch Tschlenoff, président de l’“Union-OSE”, L’OSE et les populations juives au XXe siècle, L. Hobson Faure et autres (dir.), Paris, 2014, p. 127-147.
- Bernard Lazare et le renouveau des études juives, Revue des études juives, t. 176, 3 juillet-décembre 2017, p. 441-480.
- La destruction de l’histoire des Juifs de France. À propos de Lisa Leff, The Archive Thief, Revue des études juives, t. 178, janvier-juin 2019, fasc. 1-2, p. 209-250.

### Principaux articles
Liste non exhaustive

#### Archivistique
- « Le fonds des chemins de fer de ceinture aux Archives nationales », Gazette des Archives, n° 51, 4e trim.1965, 233-241.
- « Recherches sur l’État civil ancien en Barrois et Verdunois », avec André Norguin. Bulletin des Sociétés d’Histoire et d’Archéologie de la Meuse, n° 4, 1967, 17-36.
- « Loi d’archives ou politique de l’administration », Gazette des Archives, n° 78, 1972, 167-178.
- « La valeur probante des microformes », Paris, Unesco, 1981.
- « Le microfilm dans les Archives départementales : trente-cinq années d’expérience », Gazette des Archives, n° 112, 1er tr. 1981, 9-32.
- « La conservation des documents audio-visuels dans les archives », Actes du colloque de Montpellier 1981, Paris, Archives nationales, 1982, 138-150.
- « La micrographie et l’archivistique dans la doctrine internationale (1950-1987) », Miscellanea Andrée Scufflaire, Archives et Bibliothèques de Belgique, t. LVIII, n° 1-2, 1987, 331-355.
- « Les mutations de l’archivistique contemporaine », Gazette des Archives, n° 149, 2èm. trim.1990, 107-118.
- « La situation de l’état-civil dans les anciens départements sardes issus de la Savoie et du Comté de Nice », Archivi per la Storia, anno IX (1-2), 1996, 117-131.
- « Les sources archivistiques du patrimoine juif en France », Le patrimoine juif européen, Actes du colloque international de Paris, 26 – 28 avril 1999, Paris, Collection de la Revue des Études juives, 2002, p. 13 – 19.
- « Les archives juives en France», Terres Promises. Mélanges offerts à André Kaspi, (Catherine Nicault et autres, dir), Paris, 2008, 549-564.
- « Les Archives du culte israélite en France », L’écriture de l’histoire juive, Mélanges en l’honneur de Gérard Nahon (Danièle Iancu-Agou et Carol Iancu, dir.), Paris-Louvain, 2012, 577-594.
- « Hommage à Jean Cavignac », Bulletin de l’Institut Aquitain d’Etudes Sociales, n° 58, mars 1992, p. 4-12.
- « Les archives juives d’Alsace, un patrimoine à préserver », Société d’Histoire des Israélites d’Alsace et de Lorraine, 1998, Strasbourg, 1999, p. 37-46.
- « Les archives juives, part de l’héritage culturel européen. La conférence internationale de Potsdam, 11-13 juillet 1999 », Revue des études juives, t. 160, fasc. 3-4, juillet décembre 2001, p. 591-599.
- « Le sort des archives de la Société d’Histoire des Israélites d’Alsace et de Lorraine ; quelques observations », Société d’Histoire des Israélites d’Alsace et de Lorraine, Strasbourg, 2003, p. 165 – 174.
- « Les archives de l’Alliance israélite universelle et les sources de son œuvre scolaire », L’Enseignement français en Méditerranée, (J.Bocquet, dir.), Rennes, , 2010, p. 51-56

#### Histoire d’Alsace et des juifs d’Alsace
- « Origine du patriciat strasbourgeois au XIIIe et XIVe siècles : les lignages Zorn et Mullenheim », Bulletin philologique et historique du comité des travaux historiques, Paris, Bibliothèque nationale, 1969, 257-302.
- « Recherches sur la démographie des Juifs d'Alsace du XVIe au XVIIIe siècle, Revue des études juives, t. 130, 1971, fasc. 1, 51-89.
- « Les Juifs d’Alsace : cent ans d’historiographie, Revue des études juives, t. 139, janv.-sept. 1980, 81-108.
- « Les lettres patentes de 1784 sur les Juifs d’Alsace : tolérance ou despotisme éclairé ? », La Tolérance civile, Bruxelles, Éditions de l’Université de Bruxelles et de l'Université de Mons, 1982, 201-213.
- « Le rabbinat de Haguenau et la politique de la monarchie française au XVIIIe siècle, Études Haguenoviennes, t. XVIII, 1992, 71-82
- « Roland Marx et la Révolution en Alsace », Revue française de civilisation britannique, Hors-série, n° 1, 2001, 7-17
- « Espaces réels et espaces imaginaires chez les juifs d’Alsace, du moyen âge au XIXe siècle », Archives Juives, n° 37/1, 1er tr. 2004, 47–59.
- « L’origine géographique des juifs d’Alsace au XVIIIe siècle », Actes du 32e Congrès international de généalogie juive, t. 1, Paris, 2014, 57-73.
- « Peuplement et fiscalité : la capitation des Juifs d’Alsace en 1775 », Mélanges André Neher, Paris, Adrien Maisonneuve, 1975, 361-383.
- « Cerf Berr de Medelsheim, militant de l’émancipation », Les Nouveaux Cahiers, n° 45, été 1976, 30-42.
- « Rabbins et parnassim dans l’Alsace du XVIIIe siècle », Les Juifs dans l’Histoire de France, Myriam Yardeni (dir.), 1980, p. 96-109.
- « L’intendant d’Alsace et la centralisation de la nation juive d’après les réformes de la fiscalité, Dix-Huitième Siècle, t. 13, 1981, p. 181-205.
- « Les Alsaciens et les Lorrains de l’Alliance Israélite Universelle », Société d’Histoire des Israélites d’Alsace et de Lorraine, Strasbourg, 2007, p. 43-63.
- « Un témoignage peu connu sur l’Alsace du début du XVIIe siècle : les Mémoires d’Ascher Lévy de Reichshoffen », Centre de recherches du yidich occidental (CREDYO), n° 3, 1999, p. 135-141.

#### Études juives
- « Charles Netter ou les oranges de Jaffa », Les Nouveaux Cahiers, n° 21, 1970, 2-32.
- « Zionism in France », Encyclopedia of Zionism and Israel, (Raphael Patai, édit.), New York, 1971, 350-360.
- « French Jewish Historiography : 1789-1870 », Jews in Modern France, (Frances Malino, dir.), Hanovre (Ma), 1985, 313-327.
- « L’histoire juive, du passé au présent », Encyclopédie de l’histoire juive, Paris, Liana Levi-Le Scribe, 1987, 13-18.
- « L'affaire Mortara et l'anticléricalisme en Europe à l'époque du Risorgimento », in Aspects de l'anticléricalisme du Moyen Âge à nos jours, éd. ULB, 1988, p. 103–134, article en ligne sur la digithèque de l'ULB
- « Généalogie et histoire juive en France », Les familles juives en France, (Gildas Bernard dir.), Paris, Archives nationales, 1990, 50-80.
- « L’Union mondiale OSE et le sauvetage des enfants juifs, de l’avant-guerre l’après-guerre », avec Katy Hazan, La résistance aux génocides. De la pluralité des actes de sauvetage, (J. Sémelin, C. Andrieux, S. Gensburger, dir.), Paris, 2008, 259-276
- « Entre l’Orient et l’Occident, Sylvain Lévi, président de l’Alliance Israélite Universelle  (1920 – 1935), Sylvain Lévi (1863-1935), Études indiennes, Histoire sociale, (Lyne Bansat-Boudon et Roland Lardinois, dir.), Turnhout, 2007, 391-420.
- « Andrée Salomon et le sauvetage des enfants de France (1933-1947) », French Politics, Culture & Society, vol. 30, n° 2, Summer 2012, Vicki Caron, Edit., 89-112.
- « Les oliviers de Djédéida. Une expérience agricole de l’Alliance israélite universelle en Tunisie (1895-1928) », Juifs au Maghreb. Mélanges à la mémoire de Jacques Taïeb (A. Danan et Cl. Nataf, dir.), Paris, 2013, 13-28.
- « Les rabbins et les notables juifs de Nîmes au XIXe siècle ». Mélanges offerts à Carol Iancu, Danielle Delmaire, dir., Paris, 2014.
- « The Alliance Israelite Universelle and the Emancipation of Jewish Communities in the Mediterranean », Jewish Journal of Sociology, vol. XXV, n° 2, déc.1982, p. 117-134.
- « L’Alliance israélite universelle et la mise en valeur de la Palestine ottomane au XIXe siècle », Permanence et mutations de la société israélienne, (Carol Iancu, dir), Montpellier, 1996, p. 43-70.
- « Les débuts de l’Alliance israélite universelle en Tunisie : 1861 – 1882 », Juifs et musulmans en Tunisie, Sonia Fellous, (dir.) Paris, , 2003, 169–180.
- « Science, Religion, Patrie, La fondation de la Société des Etudes Juives (1879–1884) », Les revues scientifiques d’études juives, (S. C. Mimouni et J. Olszowy-Schlanger, dir.), Paris-Louvain, 2006, 37-60.
- « Simon Schwarzfuchs », Nouveau dictionnaire de biographie alsacienne, n° 47, Supplément Na-T, Strasbourg, 2006, p. 4938-4941.
- « Joseph Weill », dans Nouveau dictionnaire de biographie alsacienne, n° 48, p. 5011-5016,Strasbourg, 2007, en collaboration avec Ruth Fivaz-Silbermann et Katy Hazan.
- « Zadoc Kahn et la Science du Judaïsme », Zadoc Kahn. Un grand rabbin entre culture juive, Affaire Dreyfus et laïcité, J.Cl .Kuperminc- J.-Ph. Chaumont (dir.), Paris, 2007, 135-150.
- « L’Union mondiale OSE et le sauvetage des enfants juifs, de l’avant-guerre l’après-guerre », La résistance aux génocides, J. Sémelin et autres (dir.), Paris, 2008, p. 259-276, avec K.Hazan. Edition anglaise, The OSE and the Rescue of Jewish Children, Resisting Genocide. The multiple Forms of Rescue, (J. Semelin et autres (dir), Londres, 2011, p. 245-263
- « Le discours scolaire de l’Alliance israélite universelle au XIXe siècle », L’Enseignement français en Méditerranée, J. Bocquet (dir.), Rennes, 2010, p. 39-49.
- « Les oliviers de Djédéida. Une expérience agricole de l’Alliance israélite universelle en Tunisie (1895-1928) », Juifs au Maghreb. Mélanges à la mémoire de Jacques Taiëb (A. Danan et Cl. Nataf, dir.), Paris, 2013, 13-28.
- « Les rabbins et les notables juifs de Nîmes au XIXe siècle ». Mélanges offerts à Carol Iancu, D. Delmaire et autres, (dir.), Paris, 2014, 369-405.
- « Médecins et avocats, russes, juifs et socialistes à Genève au 20e siècle : Le Dr Boris Tschlenoff, les familles Dicker et Daïnow », Généalo-J, Revue française de généalogie juive, n°21, printemps 2015, p. 11-17 et n° 123, automne 2015, p. 44-45.
- « Les écoles de l’Alliance israélite universelle et la renaissance de l’hébreu en Eretz-Israël », Tsafon, n° 69, 2015, p. 101-123.
- « Bernard Lazare et les projets de colonisation juive en Méditerranée orientale » , Les relations Israël-Diaspora à travers l’histoire, C. Iancu (dir), Iasi (Roumanie), 2016, 137-158.
- « In Memoriam Willy Bok », Revue des études juives , t. 175, janvier-juin 2016, fasc. 1-2, p. 147-159.
- « Richard Ayoun (1948-2008), historien du judaïsme français et algérien », Juifs d’Algérie, 1830-1907, Paris-Louvain, t. 1, 2017, p. XVII-XXXII.
- « In Memoriam Gérard Nahon », Revue des études juives, t. 177, juillet-décembre 2018, fasc. 3-4, p. 147-159.
- « Colonialisme ou nationalisme ?  Les intellectuels juifs allemands et la construction du sionisme », (sur O. Baisez, Architectes de Sion, Paris, 2015), Revue des études juives, t. 179, janvier-juin 2020 , fasc. 1-2, , p. 209-220

## Distinctions
- Chevalier de la Légion d'honneur (1999)
- Chevalier de l'ordre national du Mérite (1991)
- Officier de l'ordre des Arts et des Lettres (1992)